# Phoebe Dynevor
Phoebe Harriet Dynevor (Manchester, 17 de abril de 1995) é uma atriz britânica mais conhecida por seu papel como Daphne Bridgerton na série dramática de época da Netflix, Bridgerton. Ela começou sua carreira estrelando na BBC One a série dramática escolar, Waterloo Road como Siobhan Mailey (2009-2010), e mais tarde apareceu em Prisoners' Wives (2012–2013) e Dickensian (2015–2016). Em 2017, Dynevor fez sua estreia na televisão norte-americana com um papel recorrente na série dramática de comédia da TV Land Younger, e posteriormente estrelou na série de comédia policial do Sony Crackle, Snatch (2017–2018).

## Início de vida
Dynevor nasceu em Manchester, filha do escritor Tim Dynevor e da atriz Sally Dynevor. Ela tem um irmão mais novo, Samuel, e uma irmã mais nova, Harriet. Ela freqüentou a escola Cheadle Hulme, onde ganhou um A e dois Bs em seus níveis A.

## Carreira
Em 2009, Dynevor conseguiu seu primeiro papel como Siobhan Mailey na quinta série de Waterloo Road. Ela também fez aparições em vários dramas britânicos, como Monroe e The Musketeers. Ela teve um papel coadjuvante no drama da BBC Prisoners 'Wives como a filha de um gangster Lauren. Em 2014 ela apareceu na segunda série de The Village e de 2015-2016 ela interpretou Martha Cratchit em Dickensian.
Em 2016, foi anunciado que Dynevor estrelaria ao lado de Luke Pasqualino e Rupert Grint na série de comédia policial do Sony Crackle, Snatch, fazendo sua estreia na televisão americana. A série foi lançada em 16 de março de 2017 e posteriormente renovada para uma segunda temporada. Em 2017, Dynevor se juntou ao elenco da série de comédia-drama da TV Land, Younger, no papel recorrente de Clare. Em 2019, ela foi escalada para o papel principal na série dramática de época da Netflix, produzida por Shonda Rhimes, Bridgerton, no papel de Daphne Bridgerton.
Em 2021, Dynevor foi escalada para um papel principal no filme de drama de época, The Color Room, dirigido por Claire McCarthy, fazendo sua estréia no cinema.
Em 2023, Dynevor anunciou que estava deixando a série Bridgerton, da Netflix, antes da exibição da 3ª temporada.

## Filmografia

### Filmes
| Ano  | Título                 | Papel         | Notas          |
| ---- | ---------------------- | ------------- | -------------- |
| 2016 | The Nature of Daylight | Phoebe        | Curta-metragwm |
| 2021 | The Colour Room        | Clarice Cliff |                |
| 2023 | Bank of Dave           | Alexandra     |                |
| 2023 | Fair Play              | Emily         |                |

### Televisão
| Ano       | Título           | Papel             | Notas                           |
| --------- | ---------------- | ----------------- | ------------------------------- |
| 2009–2010 | Waterloo Road    | Siobhan Mailey    | Elenco regular, 20 episódios    |
| 2011      | Monroe           | Phoebe Cormack    | Episódio 1.4                    |
| 2012–2013 | Prisoners' Wives | Lauren            | Papel recorrente, 10 episódios  |
| 2014      | The Village      | Phoebe Rundle     | Papel recorrente, 6 episódios   |
| 2015      | The Musketeers   | Camille           | Episódio: "The Prodigal Father" |
| 2015–2016 | Dickensian       | Martha Cratchit   | Papel recorrente, 11 episódios  |
| 2017–2018 | Snatch           | Lottie Mott       | Protagonista, 20 episódios      |
| 2017–2021 | Younger          | Clare             | Papel recorrente, 11 episódios  |
| 2020–2022 | Bridgerton       | Daphne Bridgerton | Protagonista                    |
| 2022      | Ten Percent      | Ela Mesma         | Episódio 1.5                    |

## Prêmios e indicações
| Ano  | Premiação        | Categoria                       | Trabalho nomeado | Resultado | Ref.  |
| ---- | ---------------- | ------------------------------- | ---------------- | --------- | ----- |
| 2021 | Satellite Awards | Melhor Atriz em Série de Drama  | Bridgerton       | Indicado  | [ 8 ] |
| 2021 | Satellite Awards | Melhor Elenco em Série de Drama | Bridgerton       | Pendente  | [ 9 ] |